# René Tartara
René Pierre Charles Tartara (14. november 1881 - 23. september 1922) var en fransk vandpolospiller og svømmer som deltog i OL 1900 i Paris.
Tartara vandt en bronzemedalje i svømning under OL 1900 i Paris. Han var med på det franske hold Pupilles de Neptune de Lille som kom på en tredjeplads i holdkonkurrencen i 200 meter.
Han deltog også i vandpoloturneringen.